# Jasper Blom (econoom)
Jasper Blom (1978) is een Nederlands econoom en politicoloog. Hij was tussen 2013 en 2016 directeur van het Wetenschappelijk Bureau van GroenLinks.

## Levensloop
Blom studeerde Financiële economie aan de Vrije Universiteit Amsterdam en Internationale Betrekkingen aan de Universiteit van Amsterdam. Na zijn studie werkte hij als beleidsadviseur Internationale Economie en Financiële Instituties bij het ministerie van Financiën. Tussen 2005 en 2011 was hij als promovendus verbonden aan de UvA. Hij redigeerde twee boeken over de financiële crisis en de regelgeving van de financiële markten. In 2011 promoveerde hij aan de UvA op een proefschrift over het bestuur van het mondiale financiële systeem. Na zijn promotie werkte hij als beleidsadviseur bij de Europese Centrale Bank in Frankfurt.
In 2013 werd hij directeur van het wetenschappelijk bureau van GroenLinks. Hij volgde Dick Pels op. Daarnaast is hij verbonden aan de Universiteit Leiden en de Universiteit van Amsterdam. Hij werd in 2016 opgevolgd als directeur van het wetenschappelijk bureau door Rosalie Smit.
Binnen GroenLinks heeft Blom allerlei functies gehad: in 2013 was hij lid van de programmacommissie voor de Europees Parlementsverkiezingen, eerder penningmeester van de afdeling Amsterdam-Zeeburg en duo-raadslid in Heiloo.